# Imelda mycea
Imelda mycea är en fjärilsart som beskrevs av William Chapman Hewitson 1865. Imelda mycea ingår i släktet Imelda och familjen Riodinidae. Inga underarter finns listade i Catalogue of Life.

## Bildgalleri

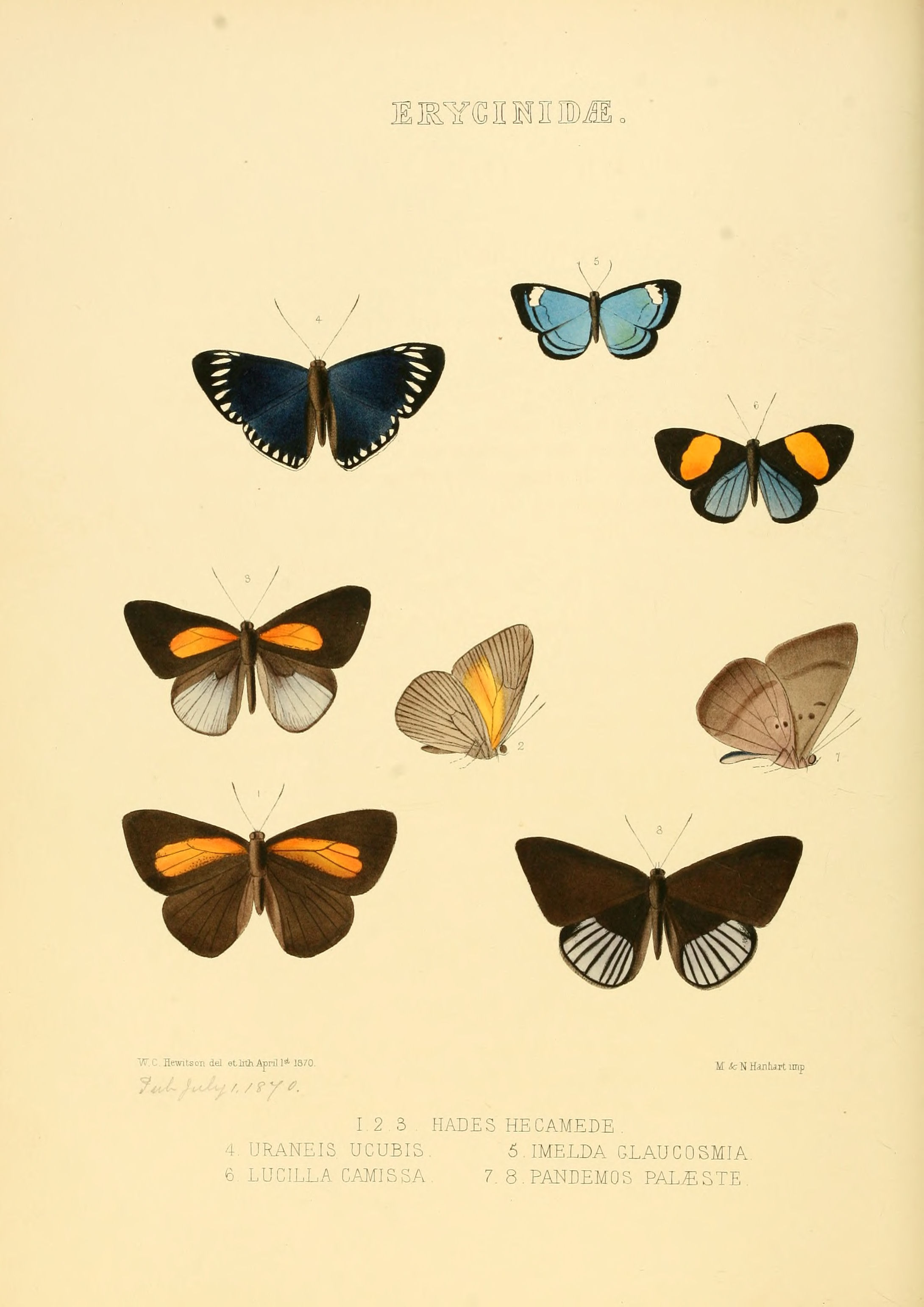
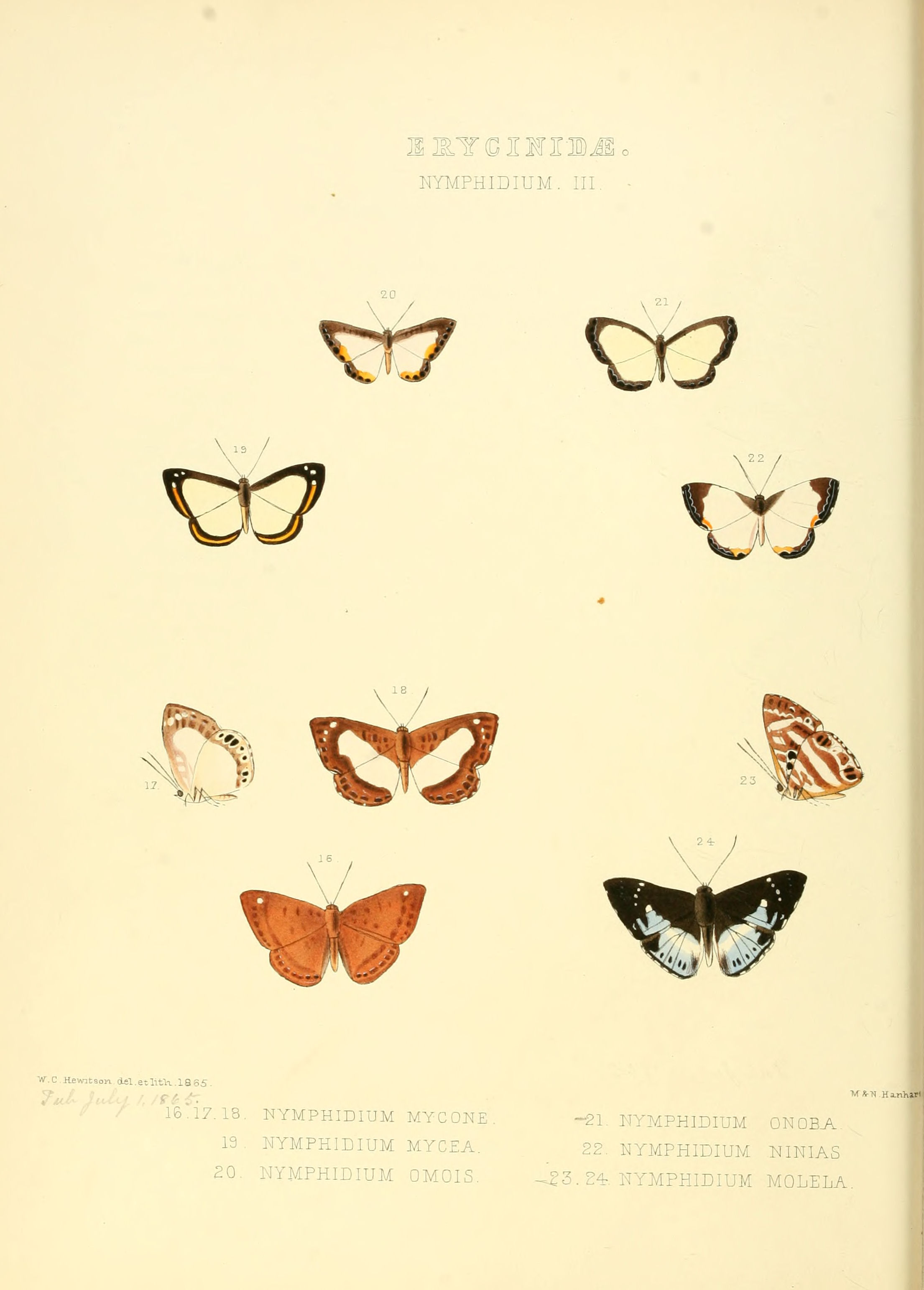